# Општина Варбилау (Прахова)
Варбилау (рум. Vărbilău) општина је у Румунији у округу Прахова.
Oпштина се налази на надморској висини од 441 m.